# Edgard
Edgard – jednostka osadnicza w Stanach Zjednoczonych, w stanie Luizjana, siedziba administracyjna parafii St. John the Baptist.